# CounterSpy
CounterSpy est un jeu vidéo d'infiltration développé par Dynamighty et édité par Sony Computer Entertainment, sorti en 2014 sur PlayStation 3, PlayStation 4, PlayStation Vita, iOS et Android.

## Accueil
- Canard PC : 5/10[1]
- Jeuxvideo.com : 14/20[2]